# Udea aenigmatica
Udea aenigmatica is een vlinder uit de familie van de grasmotten (Crambidae), uit de onderfamilie van de Spilomelinae. De wetenschappelijke naam van deze soort is voor het eerst voorgesteld als Platytes (?) aenigmatica door Carl Heinrich in een publicatie uit 1931.
De soort komt voor in de Verenigde Staten en is voor het eerst ontdekt in Colorado.